# コンフィニョン

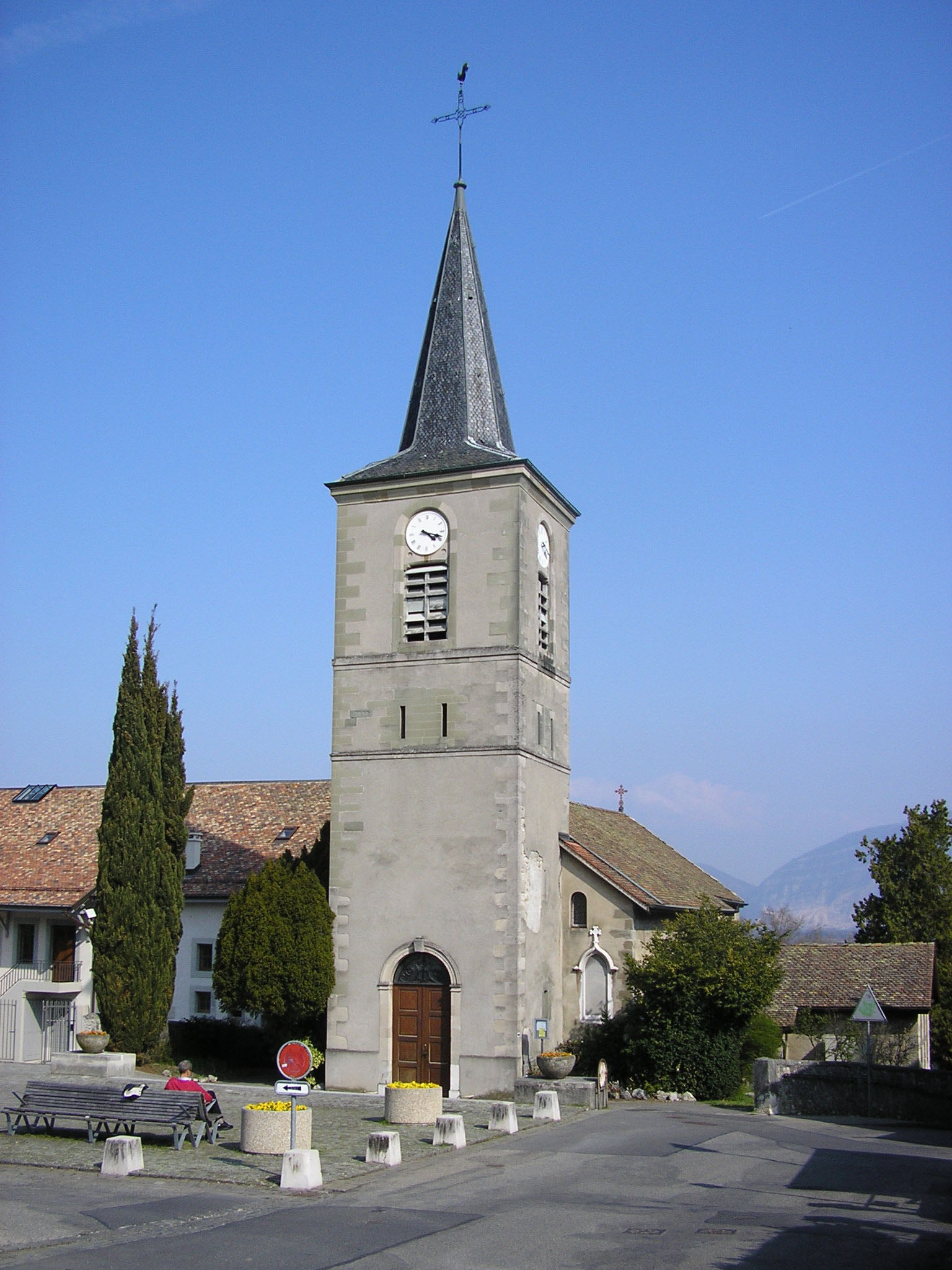

コンフィニョンの紋章

コンフィニョン（Confignon）はスイス、ジュネーヴ州の西部に位置する基礎自治体（コミューンcommune）。ジュネーヴ州のベルネ、オネ、ペルリー・セルトゥ、プラン＝レ＝ズゥアトのコミューンに囲まれている。

## データ
- 面積:2.75 km²
- 人口:4016人(2008年1月)